# Takakeishō Mitsonobu
Takakeishō Mitsunobu (em japonês: 貴景勝 光信), nascido Takanobu Satō (佐藤 貴信, Satō Takanobu) (Ashiya, Hyōgo – 5 de agosto de 1996) é um lutador japonês de sumô profissional. Estreou profissionalmente em novembro de 2014 e alcançou a divisão Makuuchi em janeiro de 2017, após 14 torneios. Ele conquistou seu primeiro campeonato na primeira divisão em novembro de 2018, quatro anos após sua estreia. Takakeishō luta pelo estábulo de Tokiwayama e sua classificação mais alta foi ôseki, que ele alcançou pela primeira vez em maio de 2019. Ele ganhou sete prêmios especiais e três estrelas de ouro por derrotar o Yokozuna. Ele conquistou seu segundo campeonato em novembro de 2020, e o terceiro em janeiro de 2023.